# Pentalinon andrieuxii
Pentalinon andrieuxii är en oleanderväxtart som först beskrevs av Müller Argoviensis, och fick sitt nu gällande namn av Bruce Frederick Hansen och R.P. Wunderlin. Pentalinon andrieuxii ingår i släktet Pentalinon och familjen oleanderväxter. Inga underarter finns listade i Catalogue of Life.